# Коло (река, впадает в Пяозеро)
Коло, в верховьях Хуккаиюк — река в России, протекает по территории Лоухского района Карелии. Длина реки — 22 км, площадь водосборного бассейна — 52,5 км².
Река берёт начало из озера Исо-Хуккаярви на высоте 255,6 м над уровнем моря. Впадает в Пяозеро на высоте 109,5 м над уровнем моря.

## Данные водного реестра
По данным государственного водного реестра России относится к Баренцево-Беломорскому бассейновому округу, водохозяйственный участок реки — Ковда от истока до Кумского гидроузла, включая озёра Пяозеро, Топозеро. Речной бассейн реки — бассейны рек Кольского полуострова и Карелии, впадает в Белое море.